# 285 (عدد)
285 هو عدد صحيح طبيعي بين 284 و286

## في الرياضيات

### خصائص
- 285 عدد فردي
- 285 عدد ناقص
- 285 عدد مضلعي (30 أضلاع-96 أضلاع-...)